# Isidro Baldenegro
Isidro Baldenegro López (18 de marzo de 1966 - 15 de enero de 2017) fue un histórico líder ecologista mexicano indígena tarahumara, de la Sierra Madre Occidental, y activista medioambiental que luchó contra la tala irregular en su región. Crítico de la industria maderera, era conocido por su amabilidad y paciencia. Fue asesinado el 15 de enero de 2017. 

## Primeros años
Baldenegro nació en 1966 en el estado de Chihuahua, una región famosa por su biodiversidad y sus extensos bosques en las montañas de la Sierra Madre. Al igual que su padre, era agricultor y tenía un profundo respeto por la tierra que cultivaba y en la que vivía.
Creció en su tierra ancestral, en las montañas de la Sierra Madre Occidental, región conocida por su biodiversidad. Su padre fue asesinado en 1986, después de que denunció una posición contra la tala, e Isidro fue su testigo. Isidro Baldenegro tenía solo 20 años cuando tomó el testigo de su lucha y con ella el alto precio de ser ambientalista en uno de los países más peligrosos del mundo para esa misión. Se convirtió en uno de los activistas indígenas más reconocidos en América Latina, luchando para la preservación de los bosques de pino y roble de la Sierra Madre Occidental.

## Trabajo
Baldenegro fue un activista en defensa del ecosistema en la Sierra Madre Occidental, donde su comunidad ha estado viviendo durante cientos de años. Férreo opositor de los intereses comerciales en la zona, denunció a empresarios por estar aliados con narcotraficantes y madereros. Fundó una organización no gubernamental en 1993 para combatir la deforestación. Organizó marchas y bloqueos comunitarios que provocaron el cierre temporal de la tala por parte del gobierno en el 2002. En el 2003, organizó una protesta con esposas de activistas asesinados que condujeron a la prohibición de la tala por decisión judicial. Después de ser detenido en el 2003, López fue adoptado como preso de conciencia por Amnistía Internacional, y fue liberado tras 15 meses en prisión, y fue absuelto de todos los cargos.
En el 2005, fue galardonado con el Premio Goldman Medioambiental por su lucha no violenta en defensa de los bosques antiguos de la tala devastadora. Hasta enero del 2017, este premio se otorgó a cuatro activistas mexicanos, entre ellos Baldenegro. El presidente de la Fundación Ambiental Goldman dijo que el "trabajo implacable de Baldenegro que organiza protestas pacíficas contra la tala ilegal en las montañas de la Sierra Madre [Occidental] ayudó a proteger los bosques, las tierras y los derechos de su pueblo. Fue un líder osado y una fuente de inspiración para tanta gente que lucha por proteger nuestro medio ambiente y los pueblos indígenas."

## Asesinato
Baldenegro fue asesinado el 15 de enero del 2017. Su cuerpo recibió hasta seis impactos de bala, según las autoridades. Poco antes de su muerte, buscó refugio en la casa de un tío, en una comunidad tarahumara al norte del estado de Chihuahua, en una casa remota de la sierra. Había recibido numerosas amenazas. El domingo 15 de enero por la tarde, un hombre de 25 años —a quien posiblemente conocía la víctima— sacó un arma, disparó y huyó. La fiscalía estatal ha anunciado que tienen "plenamente identificado" al agresor, pero no han querido ofrecer más información sobre el caso. Sus parientes han denunciado que su asesinato está conectado con otros asesinatos y ataques a personas indígenas que se han opuesto a la tala ilegal en la región. El periódico The Guardian destacó que su muerte ocurrió meses después de que Berta Cáceres, que también ganó el Premio Goldman Medioambiental, fue asesinada. 122 activistas medioambientales fueron asesinados en América Latina en el 2015 y 185 ecologistas fueron asesinados en todo el mundo, 33 de ellos en México.

## Reacciones
El Relator Especial de Naciones Unidas sobre la Situación de los Defensores de los Derechos Humanos, Michel Forst, ha condenado el asesinato. "Lamentamos la trágica pérdida de un defensor indígena comprometido y altruista", ha señalado Forst, en el marco de su primera visita a México. Forst, que llegó a México el lunes, 16 de enero, se ha desplazado a México para valorar "hasta qué punto los defensores de los derechos humanos se sienten seguros" en el país.
La Unión Europea y las embajadas de todos sus Estados miembro en México demandaron esfuerzos para identificar y juzgar a los responsables del asesinato.
El 18 de marzo de 2018, el buscador Google homenajeó a Baldenegro con un doodle, por el 52 aniversario de su nacimiento.